# Buckollia volubilis
Buckollia volubilis är en oleanderväxtart som först beskrevs av Rudolf Schlechter, och fick sitt nu gällande namn av H.J.T. Venter och R.L. Verhoeven. Buckollia volubilis ingår i släktet Buckollia och familjen oleanderväxter. Inga underarter finns listade i Catalogue of Life.